# Internationaal Gaudeamus Vertolkers Concours
Internationaal Gaudeamus Vertolkers Concours was een tweejaarlijkse vertolkerscompetitie voor jonge uitvoerders van hedendaagse composities. Er waren geldprijzen te winnen voor de beste drie uitvoerders en voor de beste uitvoering van een werk voor Koperblazers. Donemus stelde de Jurresprijs beschikbaar voor de beste vertolking van Nederlands werk. De uitvoeringen tijdens dit internationale concours werden beoordeeld door eveneens een internationale jury. Prijswinnaars mochten maximaal 35 jaar oud zijn indien zijn instrumentalist zijn, voor vocalisten gold een leeftijdsgrens van 40 jaar.
Het concours vond plaats op tal van podia in Amsterdam en werd georganiseerd door Stichting Gaudeamus.

## Winnaars
- 2007 Mathias Reumert (DK, slagwerk)
- 2005 Ashley Hribar (AU, piano)
- 2003 Philip Howard (UK, piano)
- 2001 Tony Arnold (US, sopraan)
- 1999 Ralph van Raat (NL, piano)
- 1997 Alan Thomas (US, gitaar)
- 1996 Helen Bledsoe (US, fluit)
- 1995 Guido Arbonelli (IT, bas klarinet)
- 1994 Margit Kern (DE, accordeon)
- 1993 Aleksandra Krzanowska (PL, piano)
- 1991 Tomoko Mukaiyama (JP, piano)
- 1989 Louis Bessette (CA, piano)
- 1987 Stefan Hussong (DE, accordeon)
- 1985 Amadinda Percussion Group (HU, slagwerkgroep)
- 1983 John Kenny (UK, trombone)
- 1981 David Arden (US, piano)
- 1980 Florean Popa (RO, klarinet)
- 1979 Mircea Ardeleanu (RO, slagwerk)
- 1978 Edward Johnson (US, klarinet)
- 1977 Toyoji Peter Tomita (US, trombone)
- 1976 Max Lifchitz (MX, piano)
- 1975 Fernando Grillo (IT, contrabas)
- 1974 Herbert Henck (DE, piano)
- 1973 Michiko Takahashi (JP, marimba)
- 1972 Harry Sparnaay (NL, basklarinet)
- 1971 Doris Hays (US, piano)
- 1970 Bart Berman (NL, piano)
- 1969 Frank van Koten (NL hobo)
- 1968 Ronald Lumsden (UK, piano)
- 1967 Joan Ryall / June Clark (UK, piano duo)
- 1966 Harald Boje (DE, piano)
- 1965 Charles de Wolff (NL, orgel)
- 1964 Duo Petr Messiereur (viool) / Jarmila Kozderk (CZ)
- 1963 1e Prijs niet uitgereikt